# Geografia Haiti

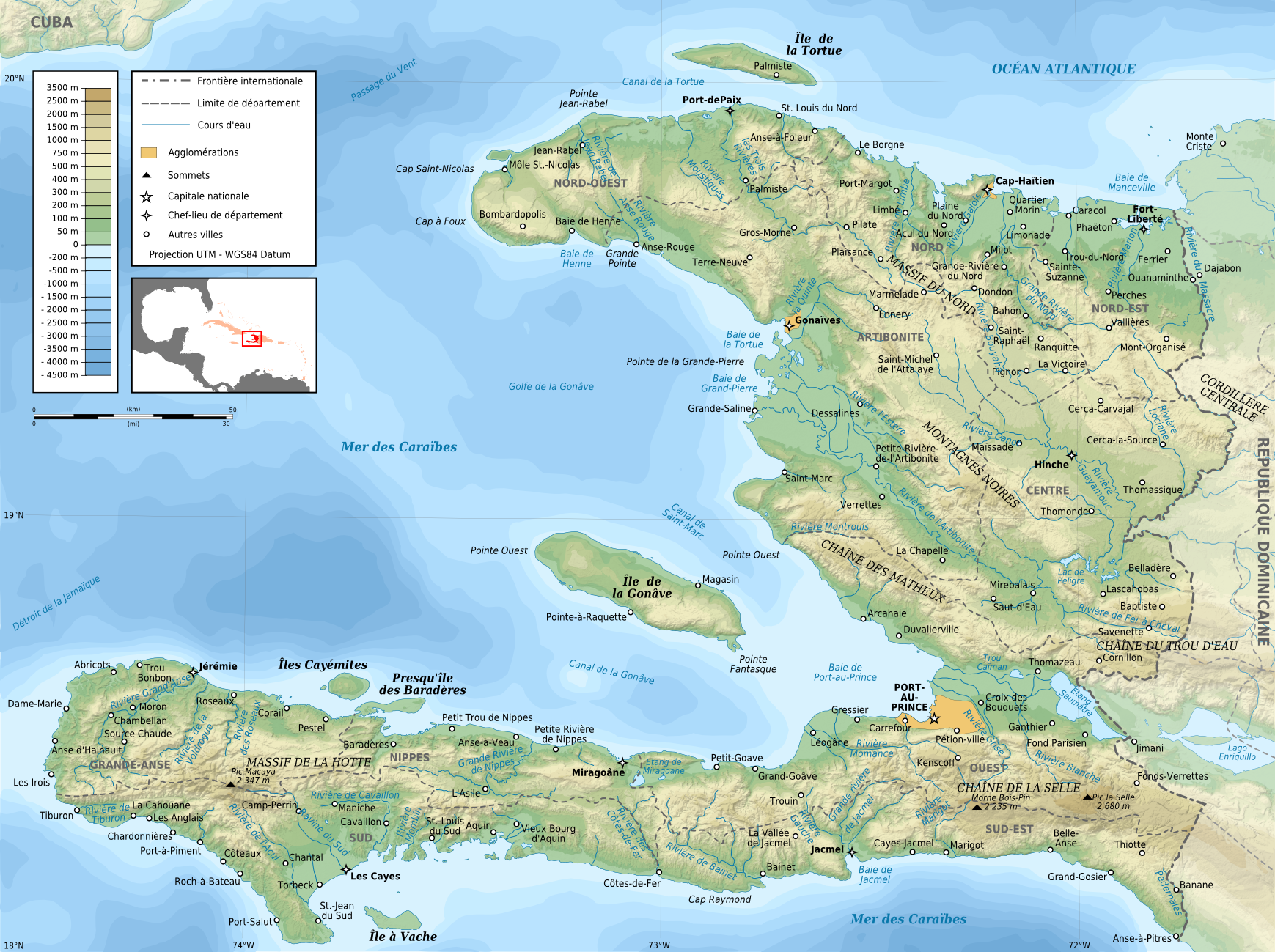
Mapa fizyczna Haiti

Haiti jest niewielkim państwem  w Ameryce Środkowej, które zajmuje zachodnią część wyspy Haiti w archipelagu Wielkich Antyli. Ten górzysty kraj cechuje się równikowym klimatem i zróżnicowaną roślinnością. Haiti jak i cała wyspa zwana Hispaniolą zostało odkryte przez Krzysztofa Kolumba.

## Powierzchnia, skrajne punkty i granice
Powierzchnia – 27 750 km²
Skrajne punkty:
- północny 20°12'N,
- południowy 18°00'N,
- zachodni 74°30'W,
- wschodni 71°35'W.

Rozciągłość południkowa wynosi 230 km, a równoleżnikowa 300 km
Haiti graniczy z Dominikaną od wschodu na długości 275 km, a od zachodu poprzez wody terytorialne Cieśniny Zawietrznej z Kubą.

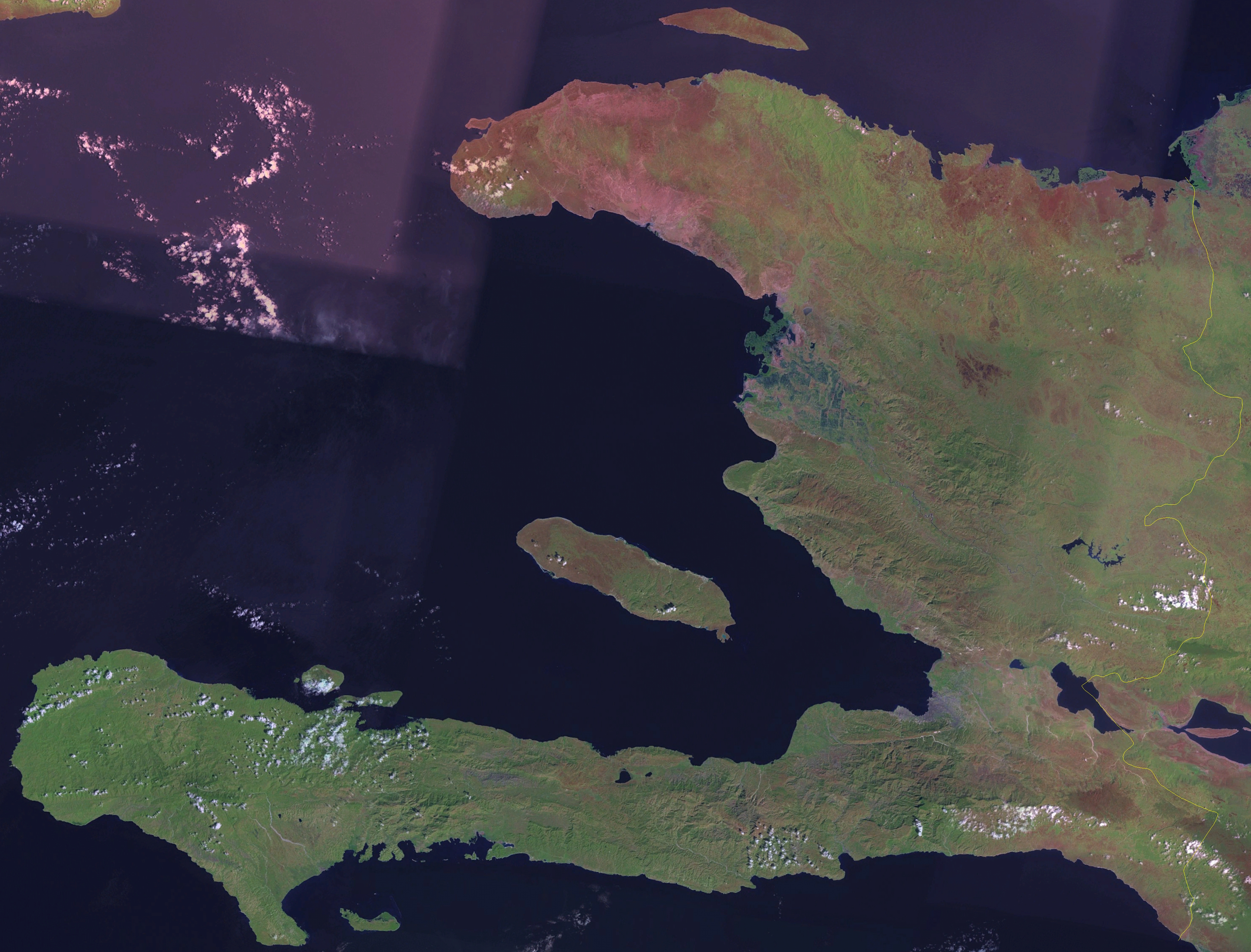
Obraz satelitarny Haiti

Linia brzegowa ma 1771 km.

## Ukształtowanie poziome
Haiti zajmujące zachodnią część Hispanioli leży pomiędzy wodami Oceanu Atlantyckiego na północy i wodami Morza Karaibskiego na południu. Linia brzegowa jest bardzo dobrze rozwinięta, gdzie występuje szereg mniejszych i większych półwyspów oraz zatok. Na północy znajduje się Półwysep Północny, a na południu najdłuższy – Tiburon. Występuje także duża liczba przylądków. Do Haiti należą także dwie duże wyspy leżące blisko brzegów Hispanioli, są to: Gonâve – największa wyspa Haiti, leżąca w zatoce Gonâve i mniejsza podłużna wyspa Tortuga, leżąca na północy Haiti. Wybrzeże jest częściowo plażowe, przeważnie niskie, na północy w wielu miejscach skaliste, z wąskimi plażami.

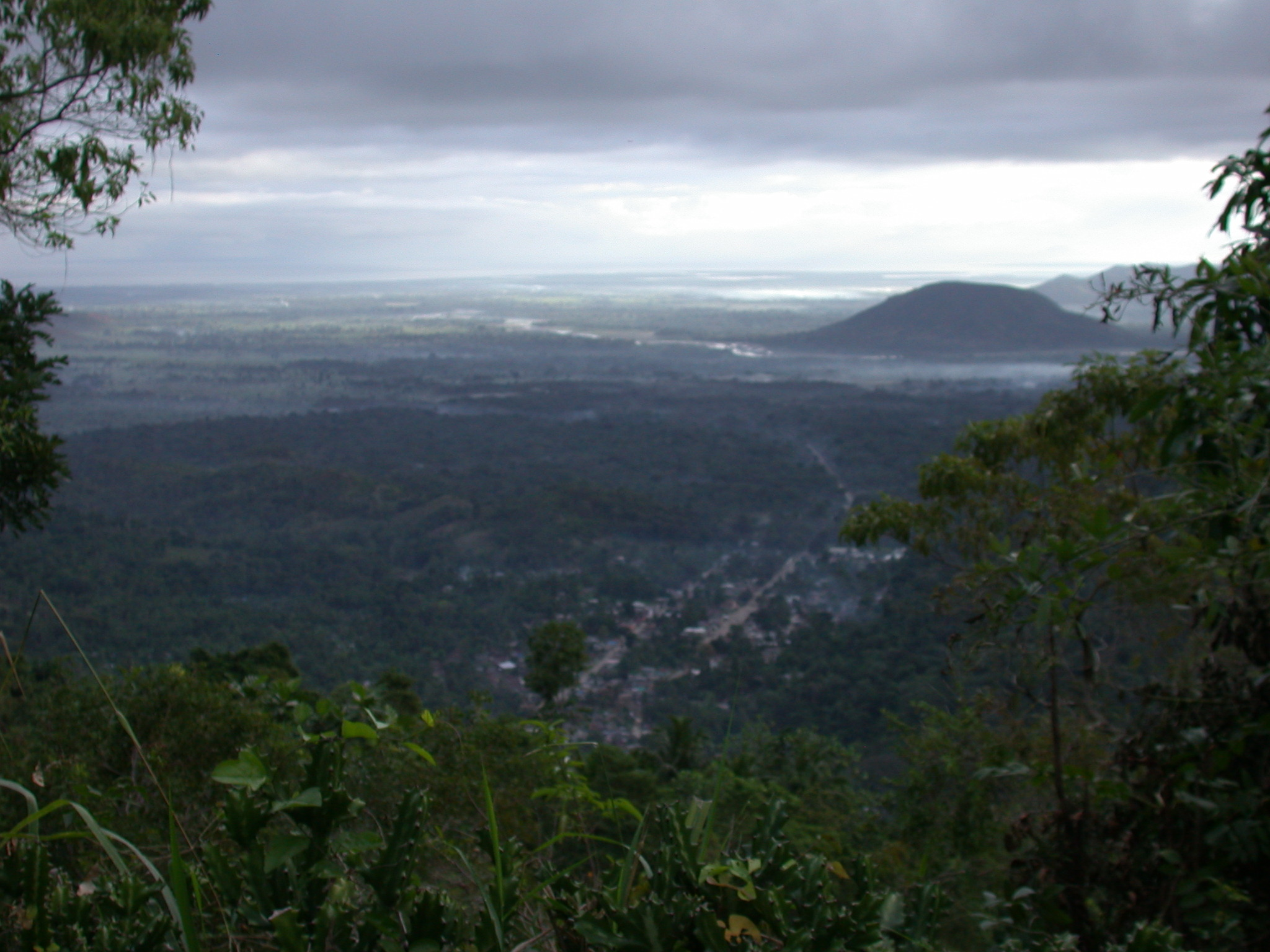
Krajobraz Haiti

## Budowa geologiczna i rzeźba
Podłoże Haiti jest zbudowane ze sfałdowanych i nasuniętych w orogenezie alpejskiej sekwencji mezozoicznych i kenozoicznych. Struktury te ułożone są w przebiegu WWN-SSE, a podobny kierunek mają duże strefy uskokowe. Utwory pochodzące z kredy odznaczają się dużą różnorodnością i są charakterystyczne dla strefy kolizji płyt litosfery. Poza skałami intruzywnymi jakimi są granitoidy, występują pochodzące z kredy skały osadowe. Utwory osadowe reprezentuje sekwencja trzeciorzędowa. Na starszych utworach spoczywają wapienie i osady pochodzące z czwartorzędu. Na Haiti występują złoża niklu, cyny i antymonu.
Większość kraju jest górzysta, góry jakimi są Kordyliery Łuku Antylskiego wznoszą się średnio na 2000 m n.p.m. W skład tego systemu górskie wchodzą cztery pasma, są to: Pasmo Północne, w centralnej części – pasmo Noires i pasmo Matheux i na południe system masywów La Hotte na wschodzie (Tiburon) i La Selle z najwyższym szczytem kraju – Terrible o wysokości 2680 m n.p.m. Między góra leżą doliny rzek i równiny, a obszary nizinne ograniczają się do strefy nadmorskiej (Równina Nadbrzeżna na północy), rzeki Artibonite na zachodzie i zapadliskowej równiny Cul-de-Sac na południu.

## Klimat
Haiti leży w strefie klimatu równikowego wilgotnego, które lokalnie jest zróżnicowany. Charakterystyczne dla tego regionu jest występowanie dwóch pór deszczowych, trwających wiosną i jesienią. Wpływ na klimat ma północno-wschodni pasat.
Temperatury na obszarach poniżej 600 m n.p.m. są typowe dla klimatu równikowego, gdzie nie występują ekstrema termiczne. Zimą średnie temperatury wynoszą 23-25 °C, a latem 27-29 °C Jedynie w obszarach wyższych partii gór, temperatury są niższe i wynoszą 18-19 °C.
Opady na terenach górskich i na stokach dowietrznych są wysokie, charakterystyczne dla klimatu równikowego. Średnie wartości wynoszą ponad 1000 mm rocznie, na północno-wschodnich stokach przekraczają wartość 2000 mm. Jedynie w kotlinach śródgórskich wartości opadowe całkowicie odbiegają od klimatu równikowego. Obszary osłonięte od wilgotnych mas powietrza otrzymują od 300 do 500 mm rocznie. Latem i jesienią region Haiti jak i całej wyspy dostaje się pod działaniem niszczycielskich huraganów.

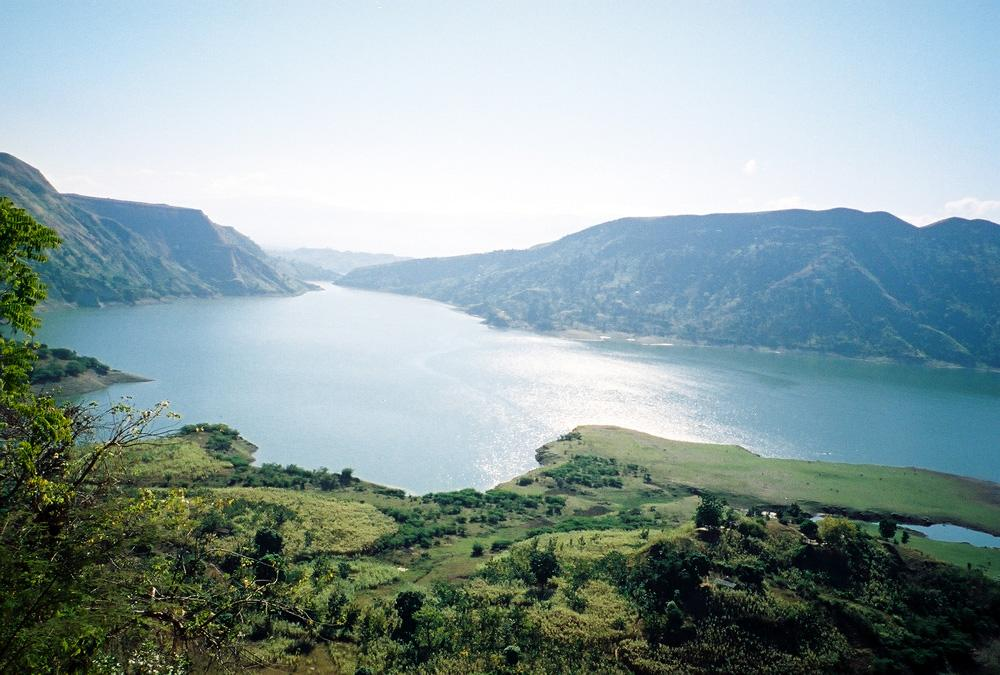
Jezioro Peligre

## Wody
Haiti ma dobrze rozwiniętą sieć rzeczną, charakterystyczne dla tego kraju są krótkie rzeki pełne bystrzy, kaskad i progów. Najdłuższą rzeką jest Artibonite o długości 236 km, która płynie w środkowej części wyspy i biorąca swój początek na sąsiedniej Dominikanie. Rzeki charakteryzują się zmiennością wodostanu, który największy jest w okresie letnim. W kraju leżą dwa duże jeziora: Saumâtre na południu i na północ od niego – Péligre.

## Gleby
Haiti należy do karaibskiej krainy glebowej. Główną pokrywą glebową są czerwone gleby ferralitowe, a miejscami występują bogate w tlenki żelaza gleby ferrytowe. Doliny rzeczne pokrywają czarne wertisole, które cechują się dużą żyznością.

## Flora
Szata roślinna została znacznie przeobrażona przez człowieka, ale cechuje się różnorodnością i bogactwem gatunkowym. Pierwotnie wilgotne regionu kraju porastał wilgotny las tropikalny, obecnie występują tylko fragmenty tej formacji zajmują około 1% powierzchni kraju. Sam ekosystem leśny na Haiti zajmuje około 1/5 powierzchni kraju. Fragmenty lasu tropikalnego cechują się występowaniem takich roślin jak: mahoniowce, palmy i paprocie. Lasy sosnowe porastają tereny wysoko położone skupiając się w masywie La Selle. Tereny suche jak zapadlisko Cul-de-Sac porastają lasy, których drzewa zrzucają liście w porze suchej oraz sawanny, występują tam kolczaste zarośla i kaktusy. Roślinność sawannową można spotkać także w regionie rzeki Artibonite. Wybrzeża, tam gdzie nie występują skały rosną zbiorowiska lasów namorzynowych.
Jeszcze w 1925 r. kraj był bujnie zalesiony (lasy pokrywały wówczas ok. 60% powierzchni kraju), jednak na skutek bardzo niestabilnej sytuacji politycznej i równie złej sytuacji gospodarczej, w kolejnych dziesięcioleciach zniszczono niemal 95% drzewostanu. Efektem jest postępujące jałowienie gleby oraz jej erozja, co odbija się także na katastrofalnych powodziach.

## Fauna
Świat zwierząt Haiti należy do antylskiej krainy neotropikalnej. Na Haiti nie występują zwierzęta drapieżne, a świat ssaków ogranicza się głównie do gryzoni i nietoperzy. Powszechne są gady, głównie jaszczurki i węże. Bogaty jest świata ptaków – około 200 gatunków. Na wybrzeżu żyją różne gatunki ptaków morskich, w głębi lądu endemicznym gatunkiem jest płaskodzióbek hispaniolski. Tereny wodne zamieszkują czaple i flamingi. W otaczających wyspę woda żyje około 270 gatunków ryb.